# Tage, die bleiben
Tage, die bleiben ist ein deutscher Spielfilm aus dem Jahr 2011, der unter der Regie von Pia Strietmann entstand.

## Handlung
In der westfälischen Stadt Münster im tiefsten Westen Deutschlands leben die Dewenters. Nach außen sind sie eine völlig normale Familie, aber hinter der heilen Fassade brodelt es. Vater Christian will es allen Recht machen, macht aber alles falsch, und hat seit langem eine Geliebte. Sohn Lars hasst seinen Vater. Er gibt ihm die Schuld an der Armseligkeit seiner Familie und ist sofort nach dem Abi aus der Provinz nach Berlin geflohen. Tochter Elaine versteht schon viel mehr als alle anderen denken, findet aber kein Gehör. Zusammen mit ihrer besten Freundin Merle macht sie einen auf cooles Rotzgörenkommando. Mutter Andrea war es immer, die diese Bande unterschiedlicher Charaktere zusammengehalten hat – bis sie bei einem Autounfall plötzlich und unerwartet ums Leben kommt.
Ihr Tod bringt die Hinterbliebenen wieder zusammen. Entscheidungen müssen getroffen, Beziehungen hinterfragt und Bindungen gelöst werden. Die drei Familienmitglieder gehen dabei auf ihren ganz eigenen Abgrenzungstrip, auf dem sie ausloten, was die Familie eigentlich noch zusammenhält.

## Hintergrund
Der Film wurde 2010 in Münster und Umgebung in Nordrhein-Westfalen gedreht. Toccata Film hat produziert, als Koproduzenten fungierten der WDR (Westdeutscher Rundfunk) und der BR (Bayerischer Rundfunk) sowie Esperanto Entertainment. Gefördert haben die Film- und Medienstiftung NRW, der FilmFernsehFonds Bayern, die Hessische Filmförderung sowie der Deutsche Filmförderfonds.
Münster wurde als Drehort gewählt, weil die Autorin und Regisseurin Pia Strietmann dort geboren worden ist und den Film in ihrer Heimat realisieren wollte.
Besondere Auftritte haben Barbara Salesch in ihrer eigenen Show und Manu Delago als Musiker.

## Kritiken
„Strietmann bedient sich in ihrem Drama über eine Familie, die den Tod der Mutter zu verarbeiten sucht, des Grotesken und Humoresken. Mit viel Zärtlichkeit und Menschenkenntnis inszeniert die Regisseurin die Wiederannäherung der zerbrochenen Familie...“ (Süddeutsche Zeitung)
„Die Stärke von Tage die bleiben liegt in der sensiblen und realistischen Entfaltung eines Beziehungsgeflechts, das sich durch kleine Erfahrungen entscheidend verändert. Der Film besticht durch genaue Beobachtung von Wechselwirkungen und Widersprüchen. Pia Strietmann schickt ihre Figuren auf den Abgrenzungstrip und erkundet dadurch, was die Familie noch zusammenhält.“ (kino-zeit.de)
„Wie Bundschuh zwischen sperriger Teenager-Schroffheit und fragiler Verlorenheit changiert, das ist wirklich sehenswert.“ (taz)
„Tage die bleiben ist ein intelligent erzähltes Drama über das Verhältnis zur Trauer nach dem Tod eines geliebten Menschen. Ohne Kitsch oder Melodramatik werden Charaktere gezeigt, deren Unfähigkeit zur gemeinsamen, inneren Aufarbeitung des Todesfalls dazu führt, dass sich ihre eigenen Probleme noch verstärken. (...) Zu Loben bleibt außerdem die Leistung von Jungschauspielerin Mathilde Bundschuh, die spielend leicht mit ihren älteren Kollegen mithalten kann. Tage die bleiben ist alles in allem ein Film über das Trauern, bei dem die Zuschauer den Kinosaal gewiss nicht trauernd verlassen werden.“
(SR Online)
„Liebevoll, präzise und mit einem stilsicheren Gespür für tragisch-komische Momente erzählt der Film die spannende Zeit zwischen Tod und Beerdigung in einer Familie.“ (Berliner Morgenpost)
„In seiner spröden, sparsamen Filmsprache entwickelt Tage die bleiben eine enorme emotionale Dichte. Schauspieler und Buch überzeugen ebenso wie die tiefe menschliche Haltung.“ (Begründung der Jury Max Ophüls Preis 2011)
„Das Thema Trauer ist nicht gerade das klassische Sujet für einen Erstlingsfilm. Umso erstaunlicher ist es, wie behutsam und differenziert Pia Strietmann sich den Ängsten und Nöten innerhalb der Familie nähert und es gleichzeitig schafft, den Film nicht mit Pathos und allzu großer Melodramatik aufzuladen.“ (Deutsche Welle Online)
„Das Festivalpublikum zeigte sich durchgehend erstaunt über die genaue Schilderung von Trauernden jeglicher Altersklasse. (...) Die Ernsthaftigkeit, mit der sie die Themen des Films verhandelt, wirkt erstaunlich klug und erwachsen für eine junge Filmemacherin.“ (Film Dienst)

## Auszeichnungen
Die Weltpremiere hatte der Film auf dem 32. Filmfestival Max Ophüls Preis 2011, auf dem der Film auch eine lobende Erwähnung der Jury unter Vorsitz von Dani Levy erhielt. Auf dem 22. Internationales Filmfest Emden-Norderney 2011 konnte der Film dann durch die höchste vom Publikum vergebene Wertung den NDR Nachwuchspreis für die Beste Regie gewinnen. Außerdem war Pia Strietmann für ihre Arbeit beim erstmals vergebenen deutschen Regiepreis „Metropolis“ für die Beste Nachwuchsregie nominiert. Seine internationale Premiere feierte der Film auf dem World Filmfestival Montréal, wo er sogar auf Wunsch des Publikums ein Extra Screening erhielt. Auf der Filmkunstmesse Leipzig gewann der Film im September 2011 ebenfalls den Publikumspreis.